# Golpes de Estado na Argentina
Na Argentina aconteceram seis golpes de estado durante o século XX, em 1930, 1943, 1955, 1962, 1966 e 1976. Os quatro primeiros estabeleceram ditaduras provisórias enquanto os dois últimos estabeleceram ditaduras de tipo permanente segundo o modelo de estado burocrático-autoritário. O último levou a cabo uma guerra suja na linha do terrorismo de Estado, no que foram violados massivamente os direitos humanos, com dezenas de milhares de desaparecidos.
Nos 53 anos que transcorreram desde o primeiro golpe de estado em 1930, até cair a última ditadura em 1983, os militares governaram 25 anos, impondo 14 ditadores com o título de presidente, um cada 1,7 anos. Nesse período todas as experiências de governo eleitas democraticamente (radicais, peronistas e radical-desenvolvistas) foram interrompidas mediante golpes de estado.

## Golpe de 6 de setembro de 1930

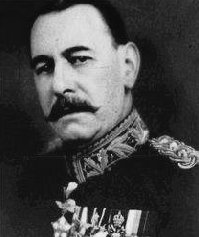
General José Félix Uriburu iniciou a série de golpes de estado na Argentina e ditaduras militares que se estenderiam até 1983.

O golpe militar do 6 de setembro de 1930 foi liderado pelo general José Félix Uriburu e derrotou o Presidente Hipólito Yrigoyen da União Cívica Radical, quem fora eleito democraticamente para exercer o seu segundo mandato em 1928.
Paradoxalmente, o general Uriburu tinha sido um dos organizadores da Revolução de 1890, um levantamento cívico-militar que dera origem à própria União Cívica Radical.
A 10 de setembro, Uriburu foi reconhecido como presidente de fato da Nação pela Corte Suprema mediante a decisão que deu origem à doutrina dos governos de fato, e que seria utilizada para legitimar todos os outros golpes militares.
Seguindo uma tendência que seria geral nos futuros golpes de estado, Uriburu designou um civil no cargo de ministro de economia, José S. Pérez, ligado aos grandes terratenentes e aos setores mais conservadores.
O governo militar estabeleceu um governo de inspiração fascista e encarregou a redação da sua proclama inicial ao escritor Leopoldo Lugones, quem aderira às ideias fascistas em 1924, ao pronunciar perante os chefes militares um difundido discurso no que susteve que «soara a hora da espada». Uma das suas primeiras medidas foi o estabelecimento de uma estrutura estatal repressiva ilegal, criando uma "seção especial" da polícia para utilizar sistematicamente a tortura contra os opositores, sendo a primeira em utilizar a eletricidade para tal fim, com o uso da picana [en].
Logo de proscrever a União Cívica Radical, o regime organizou uma saída eleitoral aparente, restringida e controlada pelas Forças Armadas que deu origem a uma série de governos conservadores fraudulentos e corruptos que foram conhecidos como a Década Infame. A 20 de fevereiro de 1932, o general José Félix Uriburu entregou o poder ao general Agustín Pedro Justo, verdadeiro artífice intelectual do golpe de estado.

## Golpe de 4 de junho de 1943

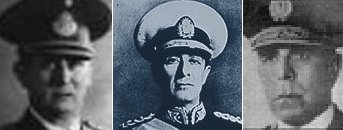
Generais Arturo Rawson, Pedro Pablo Ramírez e Edelmiro Farrell, os três ditadores sucessivos da Revolução de 43.

A Revolução de 43 originada no golpe militar do 4 de junho de 1943 teve características distintivas a todos os outros:
- Em primeiro lugar não derrocou um governo legítimo. Ramón Castillo, o presidente derrocado, era parte do regime   conhecido como década infame, originado no golpe militar de 1930 e apoiado na fraude generalizada, a repressão e a corrupção.[4]
- Em segundo lugar não manteve relações de aliança com os grandes terratenentes e empresários.
- Em terceiro lugar, o seu desencadeamento esteve vinculado às pressões dos Estados Unidos para que a Argentina abandonasse o seu tradicional neutralismo frente à Segunda Guerra Mundial, com o fim de afetar os interesses britânicos no país e substituir a Grã-Bretanha como poder econômico dominante na Argentina.[6][7]

A Revolução do 43 foi um confuso processo político durante o qual diversos grupos, muitos deles sem protagonismo anterior na história argentina, disputaram o poder. Todos os grupos militares que lutaram pelo poder durante a Revolução do 43 eram marcadamente anticomunistas e mantinham relações fortes com a Igreja Católica que recuperou uma sólida presença (perdida desde o século XIX), sobretudo no âmbito da educação. As lutas internas desencadearam dois golpes internos, sucedendo-se no poder três ditadores que levaram o título de «presidente»: Arturo Rawson, Pedro Pablo Ramírez e Edelmiro Farrell. O período  caracterizou-se por uma extrema polarização das classes sociais
Economicamente a Revolução do 43 caracterizou-se por uma forte política de industrialização por substituição de importações.
A ditadura finalizou com um chamado para eleições democráticas, realizadas a 24 de fevereiro de 1946, com resultados, aceites por todos setores, que deram o triunfo a Juan Domingo Perón, que assumiu a presidência a 1 de maio de 1946. Os sindicatos argentinos, nomeadamente os socialistas e os sindicalistas revolucionários (mas também alguns  comunistas)apoiou a candidatura deJuan Perón, constituindo uma bem-sucedida corrente laborista-nacionalista ou trabalhista-nacionalista, que finalmente terminou predominando e ganhando o apoio popular da classe operária nesse momento em plena expansão e adquirindo o nome de peronismo. Se opôs a esta aliança um bloco social antiperonista integrado pelos setores médios e altos. Perón seria derrocado por um golpe militar em 1955 antes de finalizar o seu segundo mandato.

## Golpe de 16 de setembro de 1955

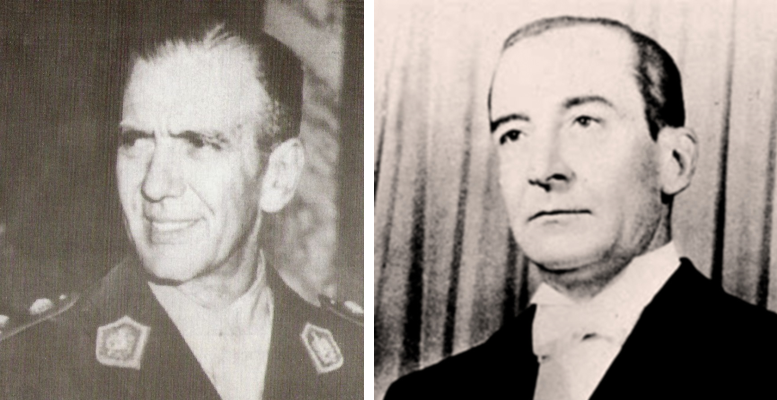
Generais Eduardo Lonardi e Pedro Eugenio Aramburu, os dois ditadores sucessivos da «Revolução Libertadora».

A chamada «Revolução Libertadora» foi uma ditadura militar originada no golpe de estado que derrocou o Presidente Juan Domingo Perón entre 16 e 23 de setembro de 1955, dia este último  que o chefe da insurreição jurou com o título de «presidente», ao mesmo tempo que dissolvia o Congresso. Ao dia seguinte designou como «vice-presidente» o almirante Isaac Rojas [es].
A “Revolução Libertadora” contou com uma Junta Consultiva integrada pela maior parte dos partidos políticos: União Cívica Radical, Partido Socialista, Partido Democrata Nacional, Partido Democrata Cristiano e Partido Democrata Progressista.
O grupo golpista dividiu-se em dois setores: um setor nacionalista-católico liderado pelo general Eduardo Lonardi, que tomou o governo ao começo, e um grupo liberal-conservador liderado pelo general Pedro Eugenio Aramburu e o almirante Isaac Rojas. Este último setor terminou  predominando e dando um golpe de estado interno, pelo qual Lonardi foi substituído por Aramburu como «presidente».
A ditadura impôs a proscrição do Partido Justicialista (peronista) e a persecução dos seus simpatizantes, que se manteria por 18 anos, bem como a intervenção dos sindicatos. Também, num caso sem precedentes na história argentina moderna, fuzilou opositores, em alguns casos em forma pública e em outros clandestinamente.
O governo militar assinou o Ministério de Economia a um civil, sucedendo-se Eugenio Folcini, Eugenio A. Blanco, Roberto Verrier e Adalbert Krieger Vasena [es], que levaram adiante uma política inspirada nos critérios dos setores socialmente mais acomodados e poderosos economicamente.
Uma das medidas institucionais mais importantes da ditadura militar foi ditar uma proclama derrogando ipso fato a Constituição Nacional vigente, conhecida como Constituição de 1949, para substituí-la pelo texto da Constituição de 1853. Esta medida seria logo avalizada por uma Convenção Constituinte eleita com proscrições, em sessão sob o regime militar, sendo agregado o artigo 14 bis.
Em 1958 a Revolução Libertadora convocou eleições limitadas e controladas pelas Forças Armadas, com proscrição do peronismo. As eleições foram ganhas pela União Cívica Radical Intransigente (UCRI), um setor da fraturada União Cívica Radical, liderado por Arturo Frondizi, quem realizara um pacto eleitoral e político com Perón com o fim obter o apoio do decisivo voto peronista para a sua candidatura. O Presidente Frondizi seria pela sua vez derrocado pelos militares quatro anos depois.

## Golpe de 29 de março de 1962

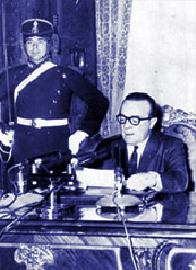
José María Guido, único ditador civil da série de golpes de estado na Argentina.

O golpe militar de 29 de março de 1962 teve algumas manobras imprevistas que determinaram que não fosse um militar, mas um civil, a assumir o governo depois da deposição do Presidente Arturo Frondizi, da (União Cívica Radical Intransigente).
Frondizi suportou durante o seu governo reiteradas insurreições  militares, que chegaram  mesmo a impor o Ministro de Economia (Álvaro Alsogaray) e culminaram no golpe de 29 de março de 1962, liderado pelo general Raúl Poggi [es].
O fato que precipitou o golpe foi a ampla vitória do peronismo nas eleições realizadas 11 dias antes, em dez das quatorze províncias, incluindo a estratégica Província de Buenos Aires, onde triunfou o dirigente sindical têxtil Andrés Framini. O peronismo fora banido pela chamada Revolução Libertadora - uma ditadura militar instalada em 1955 -, mas Frondizi voltou a habilitá-lo eleitoralmente, embora mantendo a proibição a Juan Perón de voltar  o país e apresentar-se como candidato. Frondizi imediatamente interveio nas províncias nas quais o peronismo fora vencedor das eleições, mas o golpe militar já era iminente.
Sobrevém o levantamento militar a  29 de março de 1962. Arturo Frondizi, detido pelos militares na Ilha Martín García, recusa-se a renunciar.. Isso levou a intermináveis movimentos, ameaças e gestões que esgotaram os líderes da insurreição, que não chegaram a assumir formalmente o poder. Na manhã de 30 de março, o general Raúl Poggi, líder da insurreição vitoriosa, dirigiu-se à Casa Rosada para tomar posse do governo e surpreendeu-se quando os jornalistas o informaram que um  civil, José María Guido, prestara juramento, como presidente, no palácio da Corte Suprema de Justiça.
Guido era um radical intransigente que presidia provisoriamente a Câmara de Senadores, devido à renúncia do Vice-presidente Alejandro Gómez. Tendo em conta isto, na noite do golpe, alguns advogados relacionados com a Corte Suprema de Justiça da Nação, entre eles Horacio Oyhanarte, tomam o derrocamento de Frondizi como um caso de acefalia, e assume Guido a presidência, por se encontrar na linha sucessória.
Entre incrédulos, surpreendidos e indignados, os militares golpistas terminam por aceitar a situação, ainda que a contragosto,  e convocam Guido à Casa Rosada para  informá-lo que seria reconhecido como presidente, desde que se comprometesse, por escrito, a executar as medidas políticas indicadas pelas Forças Armadas, sendo a primeira delas anular as eleições vencidas pelo peronismo. Guido aceitou as imposições, firmou uma ata deixando tudo disso patente e então foi habilitado pelos militares para tomar a posse da presidência - embora com a obrigação de fechar o Congresso Nacional e intervir nas províncias.
Efetivamente Guido cumpriu as ordens dos militares: anulou as eleições, fechou o Congresso, voltou a proscrever o peronismo, interveio em todas as províncias e designou uma equipa econômica de direita (Federico Pinedo, José Alfredo Martínez de Hoz, etc.).
Finalmente em 1963 voltou a convocar eleições limitadas (com interdição do peronismo), nas quais foi eleito presidente Arturo Illia (União Cívica Radical do Povo), sendo segundo o voto em branco, que muitos peronistas utilizaram como forma de protesto. Illia assumiu a presidência a 12 de outubro de 1963, sendo destituío por um novo golpe militar, a 28 de junho de 1966.

## Golpe de 28 de junho de 1966

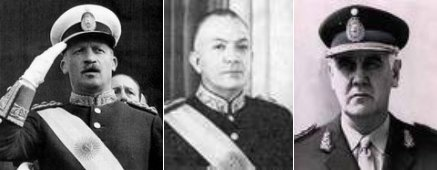
Generais Juan Carlos Onganía, Marcelo Levingston e Alejandro Lanusse, os três ditadores sucessivos da autodenominada «Revolução Argentina».

A 28 de junho de 1966 um levantamento militar liderado pelo General Juan Carlos Onganía derrotou o Presidente Arturo Illia (União Cívica Radical do Povo). O golpe deu origem a uma ditadura autodenominada Revolução Argentina, que já não se apresentou a si mesma como «governo provisório», como em todos os golpes anteriores, mas que se estabeleceu como um sistema de tipo permanente. Este tipo de ditaduras militares permanentes, instalaram-se  naquele tempo em vários países latino-americanos nesses anos (Brasil, Chile, Uruguai, Bolívia, Paraguai, etc.) e foi analisado detalhadamente pelo destacado politólogo Guillermo O'Donnell quem o denominou com a expressão de Estado burocrático autoritário.
A Revolução Argentina ditou em 1966 um Estatuto que tinha nível jurídico superior à Constituição e em 1972 introduziu reformas constitucionais, algo que também a distinguiu das ditaduras anteriores. Em geral a ditadura adotou uma ideologia fascista-católica-anticomunista, apoiada abertamente tanto pelos Estados Unidos quanto pelos países europeus.
A alta conflitualidade política e social gerada durante a Revolução Argentina e as lutas entre os diversos setores militares produziram dois golpes internos, sucedendo-se no poder três ditadores militares: Juan Carlos Onganía (1966-1970), Marcelo Levingston (1970-1971) e Alejandro Agustín Lanusse (1971-1973).
Economicamente a ditadura entregou o Ministério de Economia aos setores civis mais conservadores-liberais, cujo máximo expoente foi Adalberto Krieger Vasena, quem já fora ministro da Revolução Libertadora. Porém,  durante a ditadura de Levingston, predominou um setor nacionalista-desenvolvista das Forças Armadas, que nomeou Ministro de Economia ao radical Aldo Ferrer.
Acossada por uma insurreição popular crescente e generalizada, a ditadura organizou uma saída eleitoral com participação do peronismo (embora impedindo a candidatura de Perón), em 1973, na que triunfou precisamente o candidato peronista Héctor Cámpora, com o 49,53% dos votos, assumindo a 25 de maio de 1973.
Cámpora renunciou para permitir eleições livres, nas quais ganhou Juan Perón com o 62% dos votos; porém, Perón faleceria menos de um ano após ter sido eleito, e o governo peronista, nas mãos agora da Vice-presidenta María Estela Martínez de Perón, seria também derrocado por um golpe militar em 1976.

## Golpe de 24 de março de 1976
A 24 de março de 1976 uma nova sublevação militar derrocou a Presidente María Estela Martínez de Perón instalando uma ditadura de tipo permanente (Estado burocrático autoritário) autodenominada «Processo de Reorganização Nacional», governada por uma Junta Militar integrada por três militares, um por cada força. Pela sua vez a Junta Militar escolhia um funcionário público com o título de «presidente», com funções executivas e legislativas.
Assim como a ditadura anterior, a Junta Militar sancionou em 1976 um Estatuto e duas Atas de caráter complementar com hierarquia jurídica superior à Constituição.
O Processo foi governado por quatro juntas militares sucessivas:
- 1976-1980: Jorge Rafael Videla, Emilio Eduardo Massera e Orlando Ramón Agosti
- 1980-1981: Roberto Eduardo Viola, Armando Lambruschini, Omar Domingo Rubens Graffigna
- 1981-1982: Leopoldo Fortunato Galtieri, Basilio Lami Dozo e Jorge Isaac Anaya
- 1982-1983: Cristino Nicolaides, Rubén Franco, Augusto Jorge Hughes

Em cada uma destas etapas, as juntas designaram como «presidentes» de fato a Jorge Rafael Videla, Roberto Eduardo Viola, Leopoldo Fortunato Galtieri e Reynaldo Benito Bignone respectivamente, todos eles integrantes do Exército. Bignone, foi o único "presidente" que não pertenceu à junta.
O «Processo de Reorganização Nacional» levou adiante uma guerra suja na linha do terrorismo de Estado que violou massivamente os direitos humanos e causou o desaparecimento de dezenas de milheiros de opositores.
Internacionalmente, a ditadura argentina e a violação de direitos humanos contou com o apoio ativo do governo dos Estados Unidos (salvo durante a administração de Jimmy Carter) e a tolerância dos países europeus, a União Soviética e a Igreja Católica, sem cuja inação dificilmente se podia suster. Assim mesmo, nesse momento instalaram-se com apoio norte-americano ditaduras militares em todos os países do Cone Sul da América (Argentina, Brasil, Bolívia, Chile, Paraguai, Peru e Uruguai) que coordenaram entre si e com os Estados Unidos a repressão, por meio de uma organização terrorista internacional denominada operação Condor.
Em matéria econômica, a ditadura entregou formalmente os ministérios econômicos às associações empresárias mais conservadoras que impulsionaram uma política econômica abertamente desindustrializadora, com máxima expansão de uma dívida externa contraída de maneira fraudulenta e mediante mecanismos de corrupção:
- O Ministério de Economia a José Alfredo Martínez de Fouce, presidente do Conselho Empresario Argentino (CEA).
- A Secretaria de Pecuária à Sociedade Rural Argentina, representada por Jorge Zorreguieta (o pai de Máxima Zorreguieta, princesa de Holanda).
- O Banco Central à Associação de Bancos Privados de Capital Argentino (ADEBA).[23]

O Processo foi caracterizado por violência política e perseguição aos opositores, notadamente as facções de esquerda e direita do movimento peronista, sendo 30.000 pessoas desaparecidas aproximadamente.
O governo militar sequestrou, torturou e assassinou milhares de dissidentes e suspeitos políticos de todos os tipos, incluindo médicos e advogados, que ofereciam apoio profissional aos perseguidos e estabeleceu centros clandestinos de detenção
Em 1982 o governo militar empreendeu a Guerra das Malvinas contra o Reino Unido, num acontecimento sobre o qual seguem  muito obscuras as causas desencadeantes. A derrota infligida provocou a queda da terceira junta militar e meses mais tarde a quarta junta convocou eleições para 30 de outubro de 1983, nas quais triunfou o candidato da União Cívica Radical, Raúl Alfonsín, quem assumiu em 10 de dezembro de 1983.
Os chefes militares foram ajuizados e condenados, e muitos de eles levados a prisão, em complexos processos que se estenderam no tempo.
A ditadura militar chamada «Processo de Reorganização Nacional» foi a última. Se bem que entre 1987 e 1990 ocorreram várias insurreições militares, denominadas carapintadas [es], nenhuma delas conseguiu derrocar os governos democráticos.

## Questões gerais
Os golpes de estado na Argentina geraram uma série de problemas jurídico-políticos específicos:
- A doutrina dos governos de fato da Corte Suprema de Justiça da Nação;[24]
- A validez e sorte dos chamados "decretos-leis" e demais normas sancionadas pelos governos militares, uma vez finalizada a ditadura;[24]
- A sanção dos golpistas.

Também é possível observar uma escalada na violência repressiva e uma paralela redução do respeito pelas formas legais em cada um dos golpes. Em particular, enquanto os quatro primeiros golpes de estado (1930, 1943, 1955 e 1962) definiram-se como "governos provisórios" e manifestaram desde um começo a sua intenção de chamar para eleições democráticas num breve lapso, os dois últimos golpes (1966 e 1976), estabeleceram ditaduras militares de tipo permanente, de acordo ao modelo de estado burocrático autoritário descrito por Guillermo O'Donnell.
Um elemento importante dos golpes de estado na Argentina está relacionado também com os planos econômicos e a atitude ante os mesmos das grandes potências mundiais. No primeiro caso, as equipas econômicas dos governos militares tenderam a recorrer às mesmas figuras, majoritariamente provenientes do setor conservador-liberal, chegando-se a dizer que as Forças Armadas se comportaram como partido político da classe alta. No segundo caso em quase todos os golpes de estado a ou as potências mundiais hegemônicas no país, tiveram participação direta, quer na sua realização ou posterior proteção dos golpistas.
Os golpes de estado na Argentina, sobretudo a partir da década de 1960, fizeram parte de um quadro sub-regional e regional mais amplo, de golpes militares generalizados em América do Sul e América Latina, na maioria dos casos apoiados ou promovidos pelos Estados Unidos, a partir das operações da Escola das Américas com base no Panamá e a Doutrina de Segurança Nacional.
Durante a Reforma da Constituição Argentina de 1994, a Convenção Constituinte discutiu largamente a doutrina dos governos de fato e a forma de evitar que a mesma pudesse voltar a ser invocada num eventual golpe de estado futuro. O resultado foi a aprovação do primeiro parágrafo do artigo 36 da Constituição Nacional, conhecido também como de "defesa da democracia ou defesa da ordem constitucional":
| “ | Esta Constituição manterá o seu império embora se interromper a sua observância por atos de força contra a ordem institucional e o sistema democrático. Estes atos serão insanavelmente nulos. | ” |